# Černova

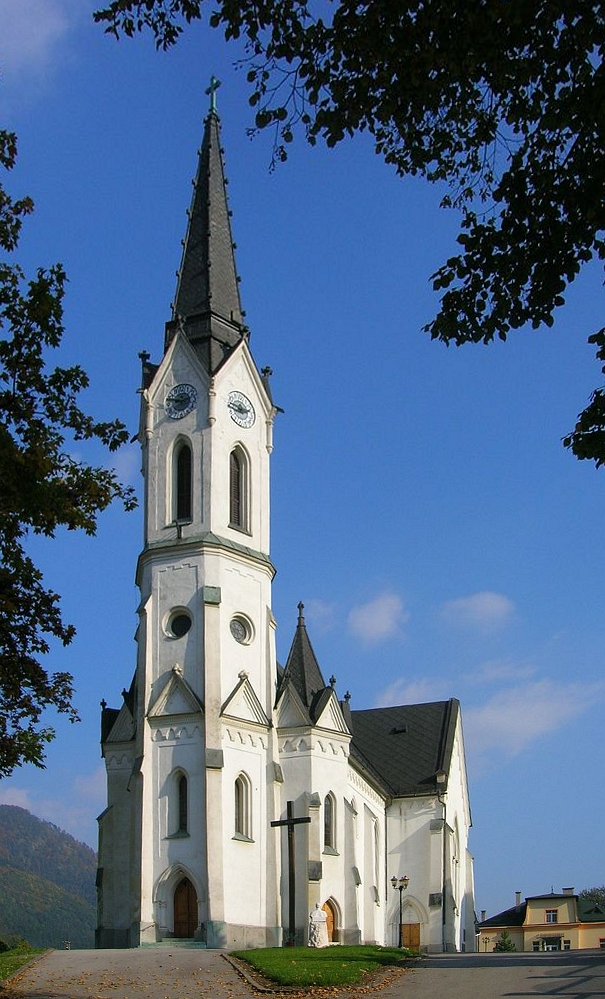
Kościół Panny Marii Różańcowej w Černovej

Černova (słow. Černová; węg. Csernova) – obecnie jedna z pięciu dzielnic Rużomberku, dawniej samodzielne miasto w Kraju Żylińskim. W 1907 roku doszło tam do antywęgierskiego wystąpienia, które zakończyło się zbrojną pacyfikacją ludności (Tragedia w Černovej).

## Historia
Pierwsza pisemna wzmianka o Černovej pochodzi z 1376 roku. Liczbę ludności po raz pierwszy określono w 1766 roku – wieś miała wtedy 268 obywateli. W 1825 – już 860.
Černova jest dla Słowaków symbolem walki o tożsamość narodową. 27 października 1907 roku doszło tam do rozlewu krwi. Obywatele wsi z pomocą Andreja Hlinki wybudowali kościół. Chcieli aby to właśnie ten ksiądz dokonał poświęcenia. Hlinka jednak przebywał w tym czasie w więzieniu, więc władze węgierskie przysłały swoich księży, którzy mieli poświęcić budynek. Mieszkańcy żądali aby z obrzędem wstrzymano się do czasu powrotu Hlinki i stawili opór wobec przysłanej delegacji. Węgierscy żandarmi przełamali go jednak. Zginęło 15 osób, 60 zostało rannych. W 1908 roku w związku ze sprawą oskarżono 50 osób, z których 40 dostało wyroki więzienia lub wysokiej grzywny.

## Mieszkańcy
- Vendelín Javorka, ksiądz rzymskokatolicki, misjonarz
- Andrej Hlinka, rzymskokatolicki ksiądz, polityk
- Anton Šulík – aktor